# ボン・バランス
『ボン・バランス』は宝塚歌劇団の舞台作品。

## 解説
※『宝塚歌劇100年史（舞台編）』の宝塚大劇場公演のデータを参照。
リズム、メロディ、色彩、愛、自然などを題材にしたショー作品。宝塚では安奈淳が「野ばら」を歌い、「バランス・マジック」で白い鹿などを演じた。

## 公演データ
※公演期間の横の字は公演場所。「（）」の字は公演組。
- 1975年3月1日 - 3月25日　宝塚大劇場（花組）[1]

併演作品は『夢みる恋人たち』
- 1975年4月3日 - 4月27日　東京宝塚劇場（雪組）[2]

併演作品は『フィレンツェに燃える』
- 1975年5月16日 - 5月20日　福岡スポーツセンター（花組）[3]

併演作品は『春鶯囀』
- 1975年8月28日 - 9月24日　糸魚川、広島、松江、岡山、佐世保、伊万里、長崎、熊本、加世田、鹿児島（花組）[3]

併演作品は『花かげろう』
- 1975年10月18日 - 11月13日　仙台、花巻、相模原、前橋、岡山、諏訪、名古屋、木更津、二本松、中条、岩船、金沢、富山（雪組）[3]

併演作品は『宝塚おどり絵巻』

## 宝塚大劇場公演のデータ
形式名は「グランド・ショー」、20場。

### スタッフ（宝塚大劇場公演）
- 作・演出：横澤英雄[1]
- 音楽：高井良純[4]、中井光晴[4]、吉崎憲治[4]、前田憲夫[4]
- 音楽指揮：溝口曉[4]
- 振付：喜多弘[4]、司このみ[4]、山田卓[4]、朱里みさを[4]、中川久美[4]
- 装置：石浜日出雄[4]
- 衣装：静間潮太郎[4]
- 照明：今井直次[5]
- 音響・録音：松永浩志[5]
- 小道具：万波一重[5]
- 効果：坂上勲[5]
- 演出助手：太田哲則[5]、村上信夫[5]、三木章雄[5]
- 制作：橋本雅夫[5]